# Edvard Holm Johannesen
Edvard Holm Johannesen (* 1844 in der Middagsbukta, Balsfjord; † 17. Dezember 1901 im Balsfjord) war ein norwegischer Kapitän, Eismeerfahrer und Entdeckungsreisender.

## Leben
Seine pionierhaften Unternehmungen insbesondere in der Karasee mit Umsegelung von Nowaja Semlja beschrieb er unter anderem in einem Beitrag für die Königlich Schwedische Akademie der Wissenschaften und erhielt dafür von ihr in den Jahren 1869 und 1870 eine Silber- und eine Goldmedaille.
1878 war er in der Karasee vom Eis eingeschlossen und entdeckte auf 82,5 ° östlicher Länge eine 20 Quadratkilometer große Insel, die er Ensomheden (Einsamkeit) nannte.
Johannesen starb bei einem Schiffsunglück im Balsfjord. Seine sterblichen Überreste wurden nicht gefunden.